# El Bohodón
El Bohodón település Spanyolországban, Ávila tartományban. El Bohodón Pajares de Adaja, San Pascual, Cabizuela, Pedro-Rodríguez és Tiñosillos községekkel határos. Lakosainak száma 110 fő (2024).

## Népesség
A település népessége az utóbbi években az alábbiak szerint változott:
| Lakosok száma | 194  | 163  | 168  | 156  | 149  | 128  | 130  | 120  | 117  | 110  |
|               | 2001 | 2004 | 2006 | 2009 | 2011 | 2014 | 2016 | 2019 | 2021 | 2024 |